# M3U
M3U — формат компьютерного файла для хранения плейлистов. Изначально формат появился в медиапроигрывателе Winamp, но со временем его стали поддерживать почти все другие проигрыватели.
Файл M3U — это обычный текстовый файл в кодировке Latin-1, содержащий пути к одному или более медиафайлам, которые предстоит воспроизвести проигрывателю. Каждый путь расположен на отдельной строке. Пути могут быть абсолютными, относительными (например, «C:\Музыка\Песня.mp3» или «Песня.mp3»), а также URL-адресами. Файл может содержать комментарии, начинающиеся с символа «#». В extended M3U символ «#» также означает внутренние директивы.
Один из самых распространённых способов использования формата M3U — создание плейлистов, содержащих одну-единственную запись, ведущую на потоковое мультимедиа-вещание в Интернете. Такой файл предоставляет возможность легко обменяться ссылкой на потоковое вещание по электронной почте или через файлообменные сети.
Файл имеет расширение «M3U» или «m3u». При редактировании m3u-файла в текстовых редакторах, например в Блокноте, следует сохранять результат в кодировке ANSI (Windows-1252), совместимой для обычных текстов без специальных символов с кодировкой Latin-1. Файлы в Unicode-модификации формата, использующей кодировку UTF-8 вместо кодировки Latin-1, имеют расширение «m3u8».

## Директивы Extended M3U
```
#EXTM3U - заголовок - должна быть первой строкой файла
#EXTINF - дополнительная информация - продолжительность (в секундах), заголовок
```

Общепринятой нормой считается внесение в список имени исполнителя и названия композиции, разделённых дефисом.
```
#EXTINF - дополнительная информация - длительность (в секундах), исполнитель '-' название композиции
```

## Примеры
Ниже приведен пример файла extended M3U на платформе Windows. Песня.mp3 и Песня.ogg — это медиафайлы, 123 и 321 — длительность. Если продолжительность медиафайла неизвестна, в параметре "длительность" можно указать −1 (обычно указывают для потоков: онлайн-радио, телевидение, вещание). После параметра "длительность" указывается параметр "название", который по умолчанию эквивалентен пути файла, что указывается во второй строке. На платформах Mac OS X и Linux используются Unix-пути.
```
#EXTM3U

#EXTINF:123, Исполнитель - Композиция
C:\Documents and Settings\Я\Моя музыка\Песня.mp3

#EXTINF:321, Другой исполнитель - Другая композиция
C:\Documents and Settings\Я\Моя музыка\Хиты\Песня.ogg
```

Этот пример иллюстрирует создание файла m3u, указывающего на конкретную папку (например, флэш-накопитель, CD-ROM). Файл должен содержать только одну строку: путь к папке. После запуска проигрыватель воспроизведёт всё содержимое папки:
```
C:\Музыка
```

В следующем примере рассматривается использование относительного пути. Файл формата m3u располагается в папке с медиафайлами, и в случае переноса плейлиста необходимо переносить также файлы и папки, которые используются списком. Этот метод более универсален, поскольку он не зависит от абсолютного пути и операционной системы.
Это тот же файл, что и в предыдущем примере, сохранённый в папке C:\Documents and Settings\Я\Моя музыка\ и использующий относительные пути.
```
#EXTM3U

#EXTINF:123,Исполнитель - Композиция
Песня.mp3

#EXTINF:321,Другой исполнитель - Другая композиция
Хиты\Песня.ogg
```

Данный тип записей m3u позволяет безболезненно копировать медиатеку для воспроизведения на другие устройства, но копировать необходимо не только файл плейлиста, но и все использующиеся им медиафайлы.
Пример смешанного типа.
```
Альтернатива\Исполнитель - Композиция.mp3
Классика\Другой исполнитель - Другая композиция.mp3
Ещё что-то.mp3
D:\Другая музыка\Другая песня.mp3

http://www.example.com:8000/Listen.pls

http://www.example.com/~user/Mine.mp3
```

— «Альтернатива» и «Классика» — это вложенные папки в папке с плейлистом.
— «Композиция» и «Другая композиция» хранятся во вложенных папках.
— «Ещё что-то» располагается в той же папке, что и плейлист.
— «Другая песня» находится в явно указанной папке (привязка к платформе Windows) и может совпадать, либо не совпадать с папкой, в которой находится плейлист.
— «Listen» — это адрес потокового вещания.
— «Mine» располагается на веб-сервере.
Ссылки на другие плейлисты M3U поддерживаются не всеми медиапроигрывателями:
```
AnotherPlayList.m3u
```